# Jrapi
Jrapi là một đô thị thuộc tỉnh Shirak, Armenia. Dân số ước tính năm 2011 là 1140 người.